# 396931 Nerliluca
396931 Nerliluca è un asteroide della fascia principale. Scoperto nel 2005, presenta un'orbita caratterizzata da un semiasse maggiore pari a 2,6423555 au e da un'eccentricità di 0,1384647, inclinata di 3,24207° rispetto all'eclittica.